# Połczyno (województwo zachodniopomorskie)
Połczyno – osada w Polsce położona w województwie zachodniopomorskim, w powiecie pyrzyckim, w gminie Lipiany.
W latach 1975–1998 miejscowość położona była w województwie szczecińskim.
We wsi znajduje się Jezioro Wołczyno.

## Zabytki
- park dworski, pozostałość po dworze[5].